# Edward Melton
 (décembre 2020).
Edward Melton est un explorateur anglo-néerlandais du XVIIe siècle peu connu, ayant relaté deux voyages : l'un en Chine, l'autre au Moyen-Orient. 
L'ouvrage An English nobleman't strange and memorable voyages and travels, through Egypt... lui est attribué, bien qu'il pourrait être une compilation de différentes sources, œuvre d'un certain Godofridus van Broekhuisen, Edward Melton n'ayant été qu'un pseudonyme.